# Bila (Livno, BiH)
Bila je naseljeno mjesto u gradu Livnu, Federacija Bosne i Hercegovine, BiH.

## Stanovništvo

### Popisi 1971. – 1991.
| Bila               |              |              |              |
| godina popisa      | 1991.        | 1981.        | 1971.        |
| Hrvati             | 761 (98,57%) | 765 (98,70%) | 821 (98,79%) |
| Srbi               | 3 (0,38%)    | 1 (0,12%)    | 9 (1,08%)    |
| Muslimani          | 0            | 0            | 0            |
| Jugoslaveni        | 0            | 3 (0,38%)    | 0            |
| ostali i nepoznato | 8 (1,03%)    | 6 (0,77%)    | 1 (0,12%)    |
| ukupno             | 772          | 775          | 831          |

### Popis 2013.
| Bila               |              |
| godina popisa      | 2013.        |
| Hrvati             | 739 (99,46%) |
| Srbi               | 3 (0,40%)    |
| Bošnjaci           | 0            |
| ostali i nepoznato | 1 (0,13%)    |
| ukupno             | 743          |

## Poznate osobe
- Luka Sučić, bački hrvatski plemić, vojskovođa i graničarski kapetan, zapovjednik grada Subotice, vođa seobe Hrvata u Bačku
- mons. dr. Marko Semren O.F.M., pomoćni biskup banjolučki u miru
- Mirko Vidović, hrvatski pisac i kipar, borac za prava Hrvata u SFRJ, predsjednik sabora HNV-a u Londonu
- Branko Ivanković, pjesnik, kipar